# Alt Tellin

Gemeinde Alt Tellin und das Tollense-Tal 1880

Alt Tellin ist eine Gemeinde im Landkreis Vorpommern-Greifswald. Bis zum 1. Januar 2004 war die Gemeinde Teil des Amtes Tutow und ist seitdem Teil des Amtes Jarmen-Tutow.

## Geografie

### Geografische Lage
Alt Tellin liegt 12 Kilometer südwestlich von Jarmen und 16 Kilometer südöstlich von Demmin. Durch das Gemeindegebiet fließt die Tollense. Die nördlich der Tollense liegenden Gemeindegebiete liegen auf einer Höhe von 20 Metern über NHN und die südlichen Gemeindeteile 50 bis 60 Meter über NHN. Während das Urstromtal der Tollense fast auf Meereshöhe liegt, erreichen die Buchholzer Höhen 82,3 Meter über NHN. Das südlich der Tollense liegende Ufer des Urstromtales steigt relativ steil von 1,0 auf 50 Meter an. Die Steilhänge weisen im Buchholzer Gebiet viele Erosionsrinnen (in Vorpommern Liten genannt) auf, diese waren meistens durch Hohlwege begeh- oder befahrbar, die um 1880 gepflanzten Alleen haben sich inzwischen zu bewaldeten Schluchten entwickelt, die Wege sind aufgegeben.

### Gemeindegliederung
- Alt Tellin
- Broock
- Buchholz
- Hohenbüssow
- Neu Buchholz
- Neu Tellin
- Siedenbüssow

### Nachbargemeinden
Das sind: Kruckow im Norden, Jarmen (Stadt) im Nordosten, Daberkow im Osten, Golchen im Süden, Steinmocker im Südwesten und Utzedel im Nordwesten.

## Geschichte
Am 1. Januar 1951 wurde der Name der Gemeinde Siedenbüssow in Alt Tellin geändert.

### Hohenbüssow
Der Ortsteil Hohenbüssow war von etwa 1825 bis 1865 Badeort, Reste davon sind noch zu sehen. Das Dorf wurde in den 1930er Jahren als „Schönstes vorpommersches Dorf“ ausgezeichnet.

## Politik

### Gemeindevertretung und Bürgermeister
Der Gemeinderat besteht (inkl. Bürgermeister) aus 7 Mitgliedern. Die Wahl zum Gemeinderat am 26. Mai 2019 hatte folgende Ergebnisse:
| Partei/Bewerber                       | Prozent | Sitze |
| ------------------------------------- | ------- | ----- |
| CDU                                   | 51,46   | 3     |
| Bürgerbündnis Landleben – Tollensetal | 42,20   | 3     |

Bürgermeister der Gemeinde ist Frank Karstädt (CDU), er wurde in der Stichwahl am 16. Juni 2019 mit 55,85 % der Stimmen gewählt.

### Wappen, Flagge, Dienstsiegel
Die Gemeinde verfügt über kein amtlich genehmigtes Hoheitszeichen, weder Wappen noch Flagge. Als Dienstsiegel wird das kleine Landessiegel mit dem Wappenbild des Landesteils Vorpommern geführt. Es zeigt einen aufgerichteten Greifen mit aufgeworfenem Schweif und der Umschrift „GEMEINDE ALT TELLIN“.

## Sehenswürdigkeiten

### Bauwerke
→ Siehe auch Liste der Baudenkmale in Alt Tellin
- Kirche Alt Tellin als Feldsteinkirche von um 1600 mit östl. Halbrundabschluss, westl. quadr. Fachwerk-Dachturm mit barocken, spitzen Turmhelm
- Schmidtsche Windmühle von 1765 am Rand zur Tollense-Niederung in Alt Tellin
- Schloss Broock; barockes, 2-gesch., 17-achsiges Herrenhaus von um 1770 mit Mezzanin, 3-gesch. Mittelrisalit und Souterraingeschoss; Umbau zwischen 1840 und 1850 im neogotischen Stil, nach langem Leerstand und starkem Verfall im Wiederaufbau befindlich.
- Kirche Hohenbüssow; Gotische Feldsteinkirche vom 16. Jahrhundert mit 3-seitigem Ostabschluss und Dachreiter von 1787; barocker Kanzelaltar vom 18. Jh., Grüneberg - Orgel vom 19. Jh.
- Siedenbüssower Gutshaus von um 1890 als eingeschossiger Putzbau mit zwei kleinen Türmchen sowie mit kleinem Park.
- Holländerwindmühle mit Gehöft Alt Tellin

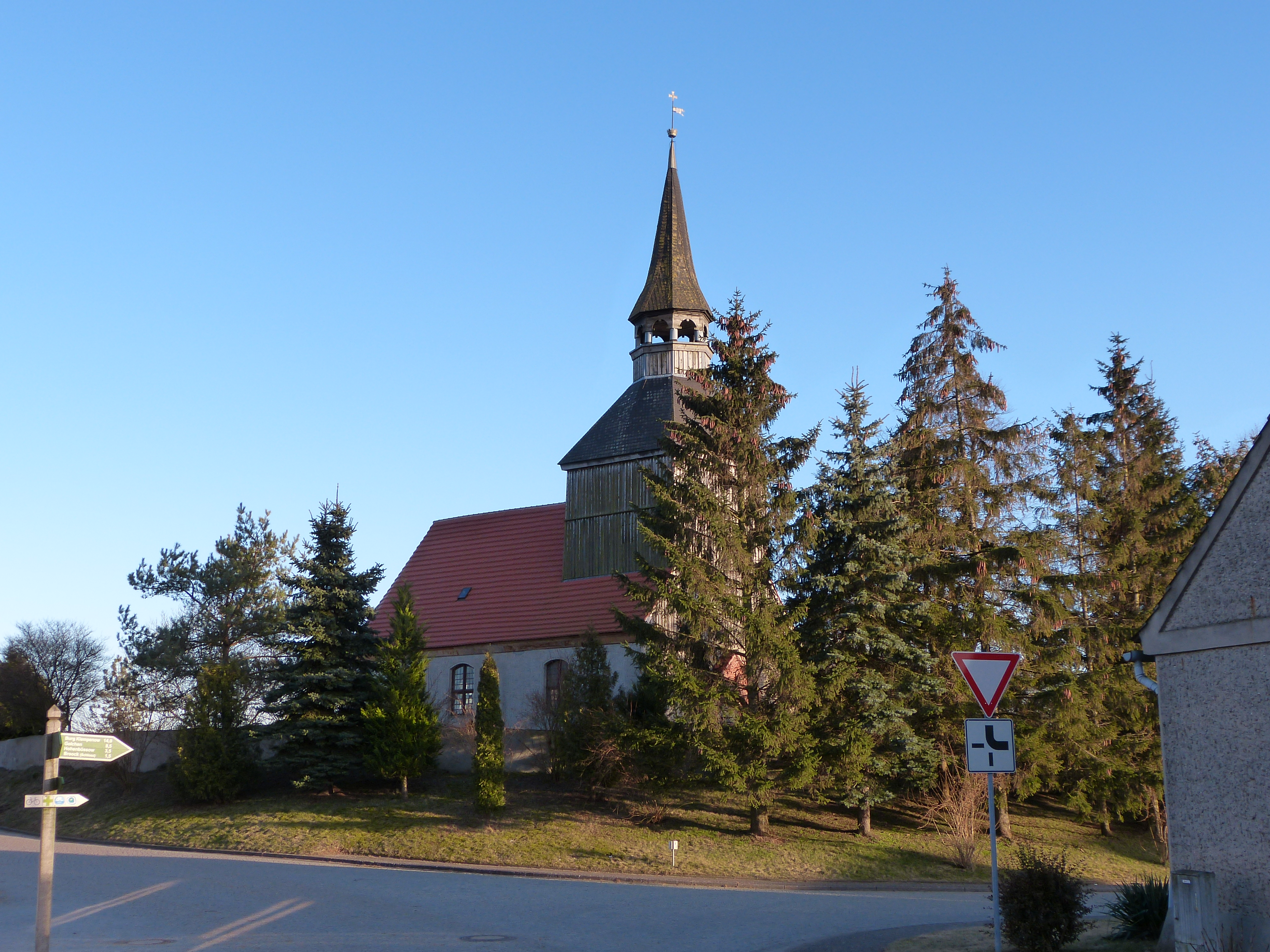
Kirche Alt Tellin
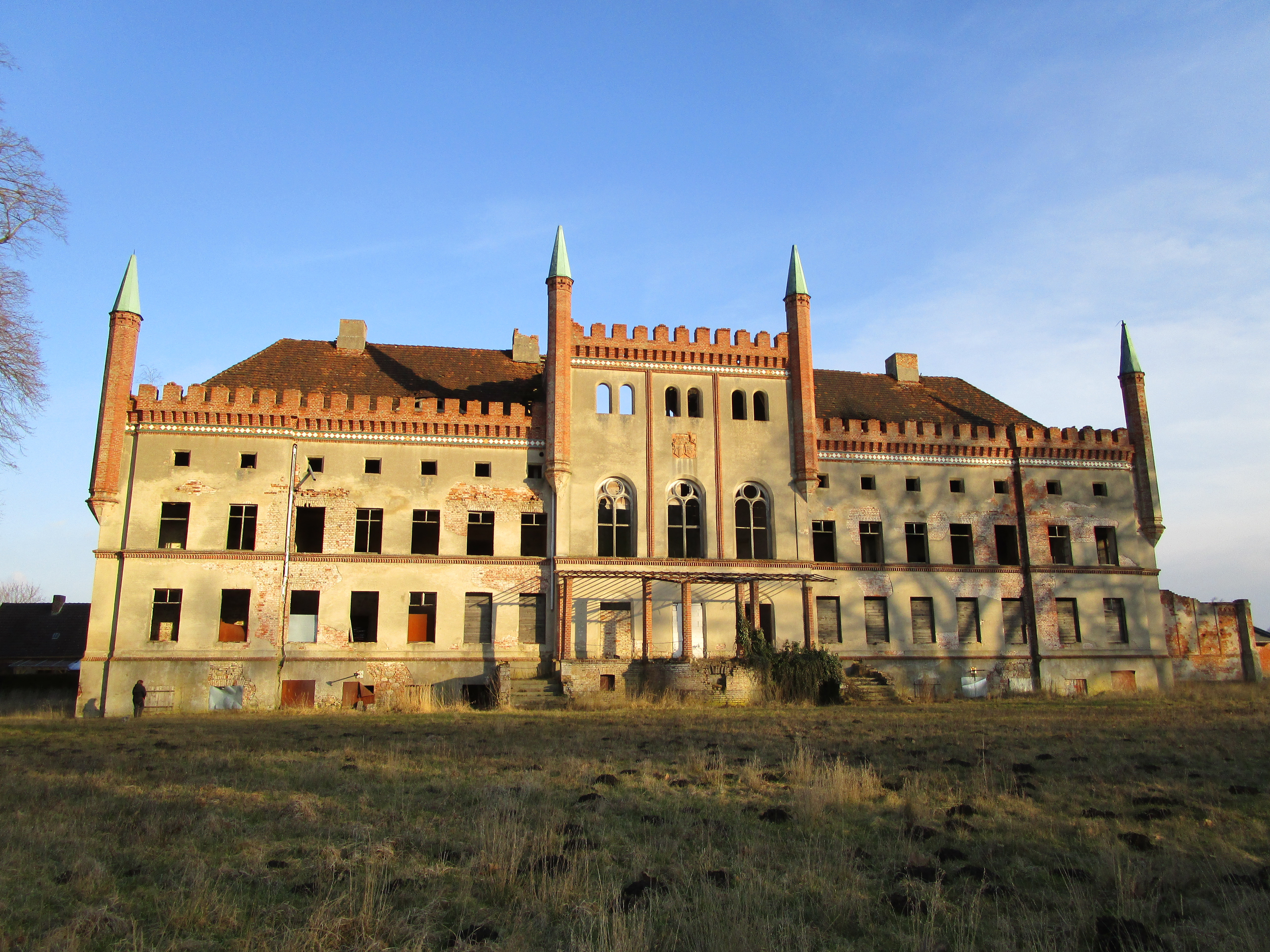
Herrenhaus „Schloss Broock“ von Westen
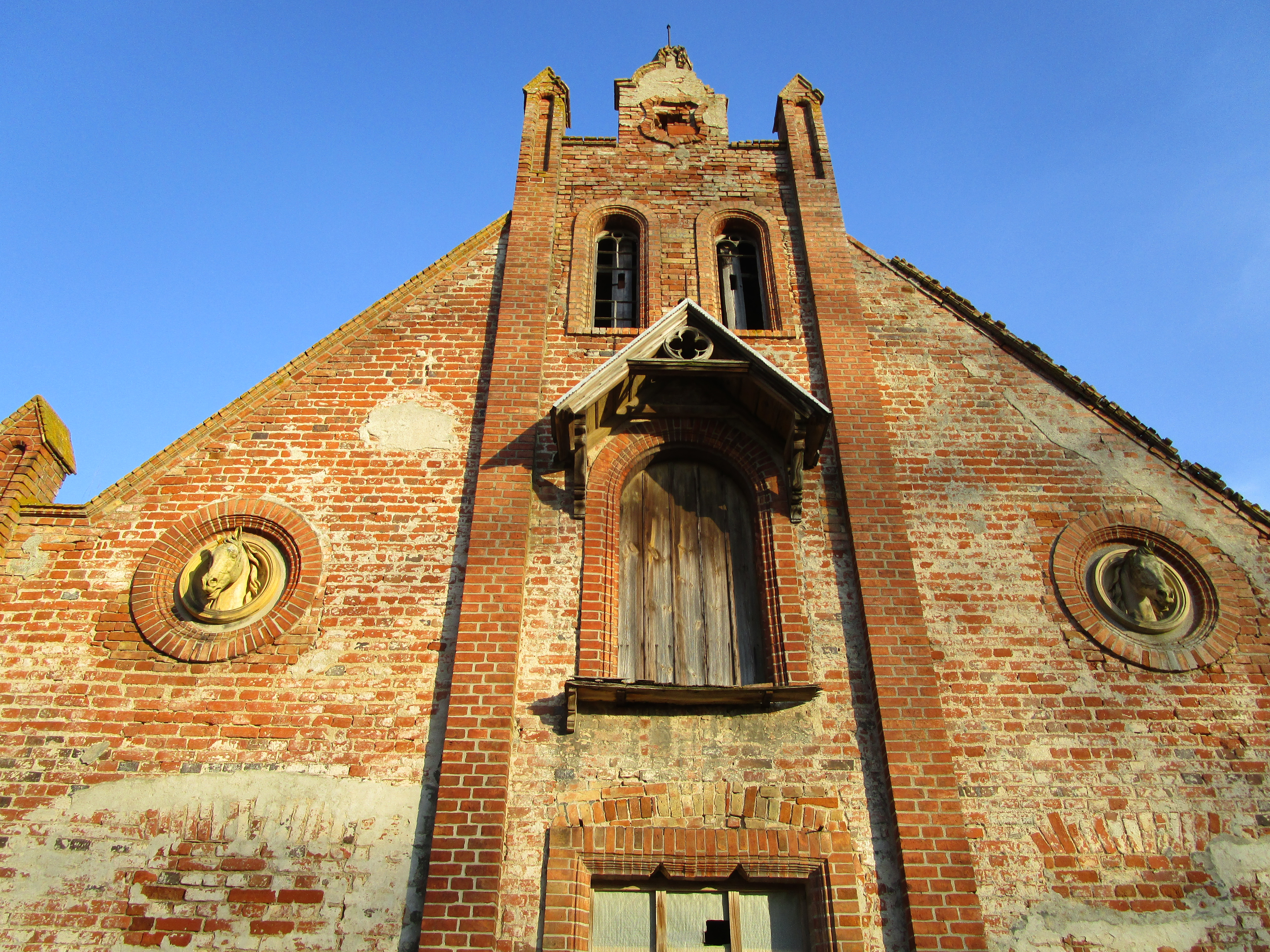
Marstall Broock mit Pferde-Kopf-Terrakotten
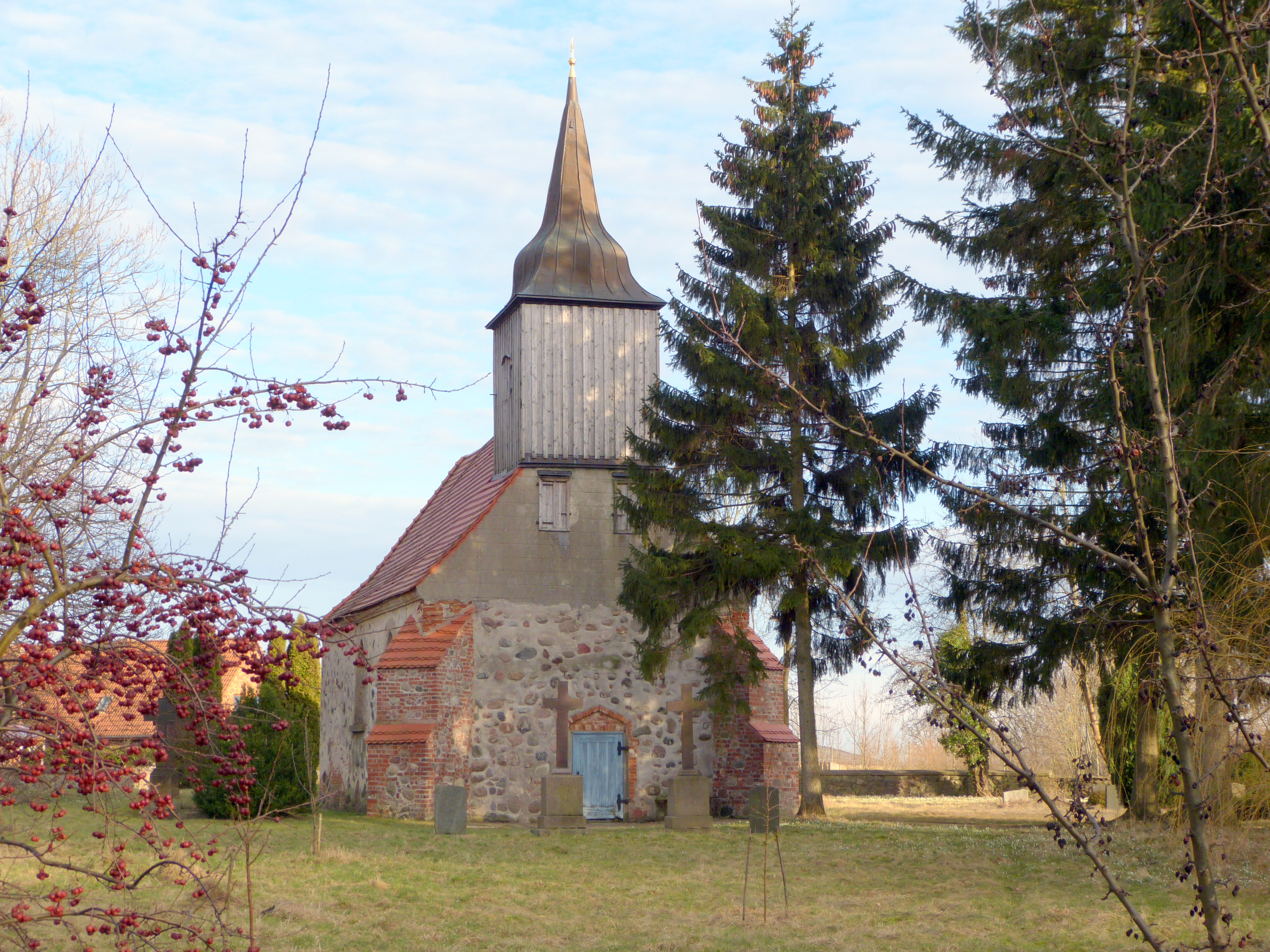
Kirche Hohenbüssow Westgiebel
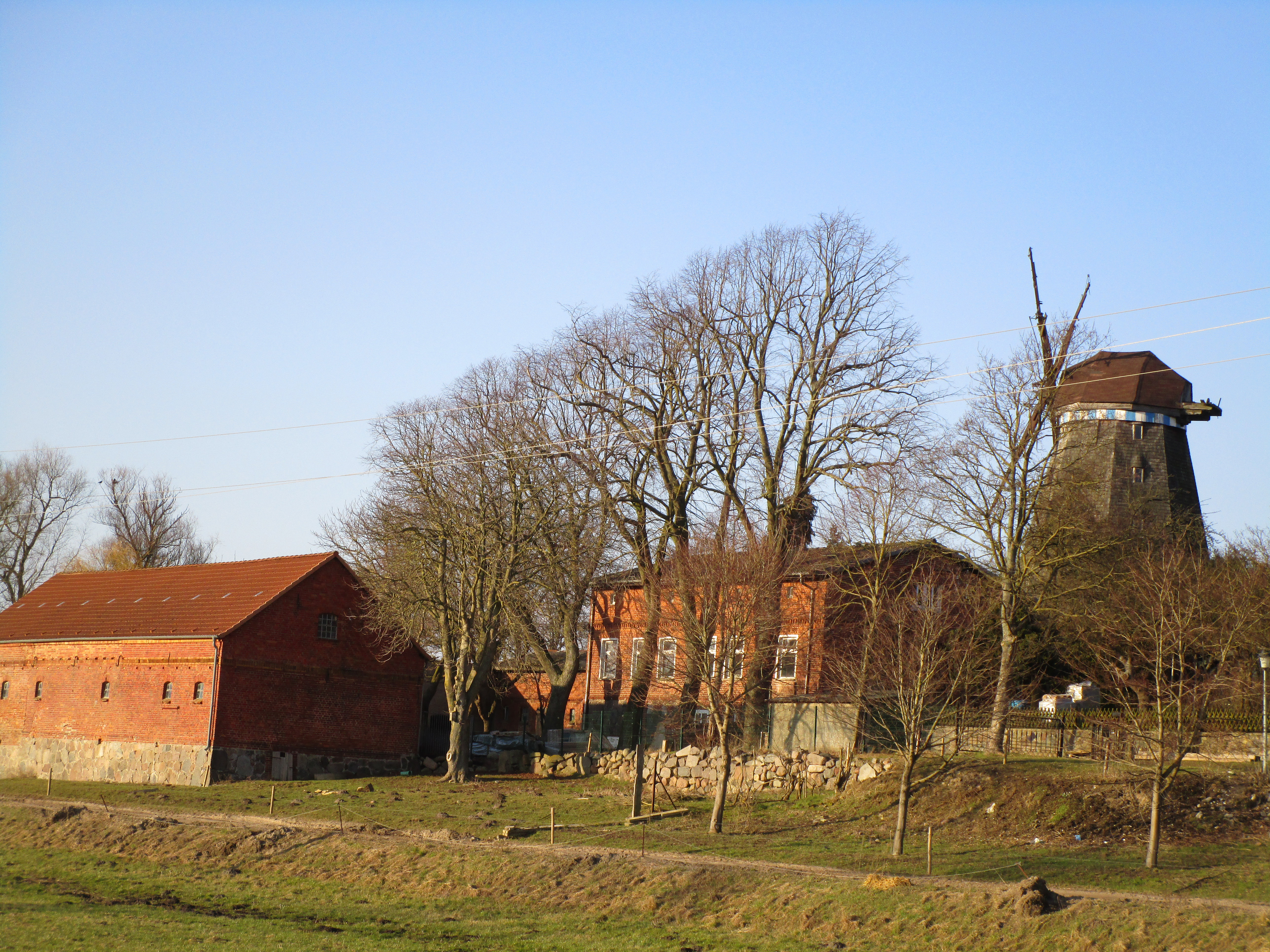
Mühlengehöft von Alt Tellin

### Grünflächen und Naherholung
- Schlosspark Broock;  Landschaftspark nach Plänen von  Peter Joseph Lenné von 1840/50
- Tollensetal
- Slawischer Burgwall Hohenbüssow, 1500 Meter südöstlich des Ortes
- Großstein- und Hügelgräber bei Hohenbüssow
- Gutspark und Steinriegel Siedenbüssow

## Wirtschaft und Infrastruktur

### Unternehmen
Die Gemeinde ist überwiegend durch landwirtschaftliche Betriebe geprägt. In den meisten Ortsteilen gibt es kleinere Gewerbebetriebe. So ist im Ortsteil Siedenbüssow die „In Extremo Merchandising GbR“ ansässig, die den Fanshop der Rockband In Extremo betreibt.
Ferkelaufzuchtanlage Alt Tellin

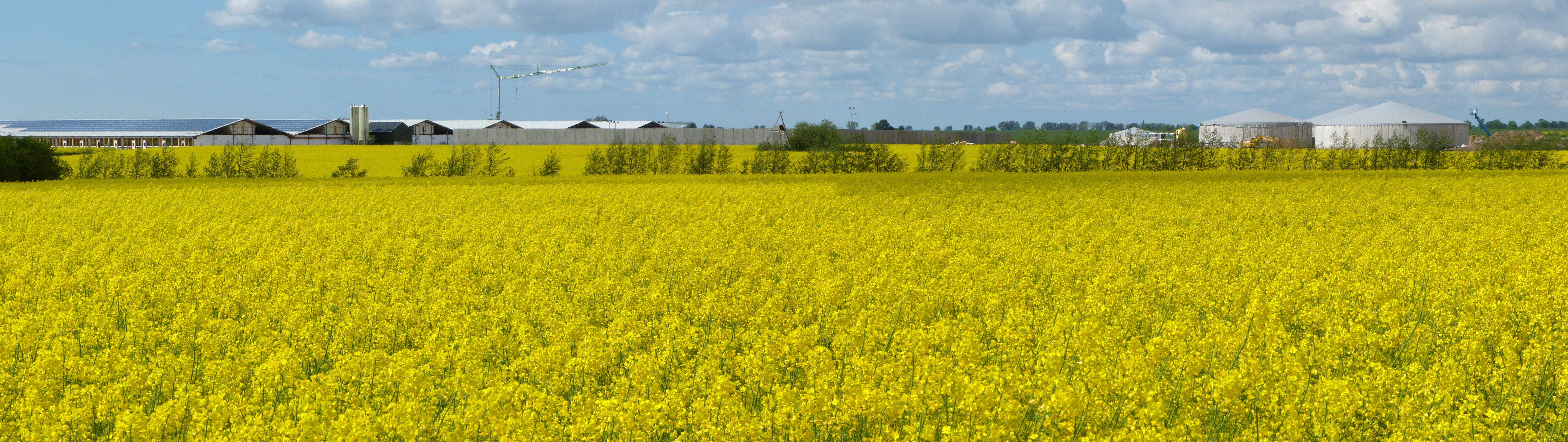
Baustelle der Ferkelaufzuchtanlage

Im Jahre 2008 wurden erstmals die Pläne des niederländischen Investors Adrianus Straathof zum Bau einer Sauen- und Ferkelaufzuchtsanlage auf dem Gemeindegebiet südlich von Neu Plötz bekannt. Diese von Anfang an in der Bevölkerung umstrittene Anlage soll mit einer Jahresproduktion von 250.000 Ferkeln die größte Schweinezuchtanlage Europas werden. Anwohner gründeten die „Bürgerinitiative Leben am Tollensetal“ und versuchen zusammen mit verschiedenen regionalen und überregionalen Organisationen, die Anlage durch Demonstrationen und auf juristischem Wege zu verhindern. Im Herbst 2010 erteilte das Staatliche Amt für Landwirtschaft und Umwelt die Genehmigung zum Bau der Anlage.
2012 wurde die Anlage in Betrieb genommen. Nachdem gegen Straathof 2014 ein deutschlandweites Tierhaltungsverbot ausgesprochen worden war, benannte dieser das Mutterunternehmen in LFD Holding um, wechselte von der Geschäftsführung in den neu gegründeten Beirat und ließ eine Anteile zunächst treuhänderisch verwalten. Im März 2020 verkaufte Straathof die gesamte Unternehmensgruppe an die schweizerische Terra Grundwerte Aktiengesellschaft. Im April 2021 war die Anlage in Alt Tellin weiter eine Betriebsstätte der LFD Holding.

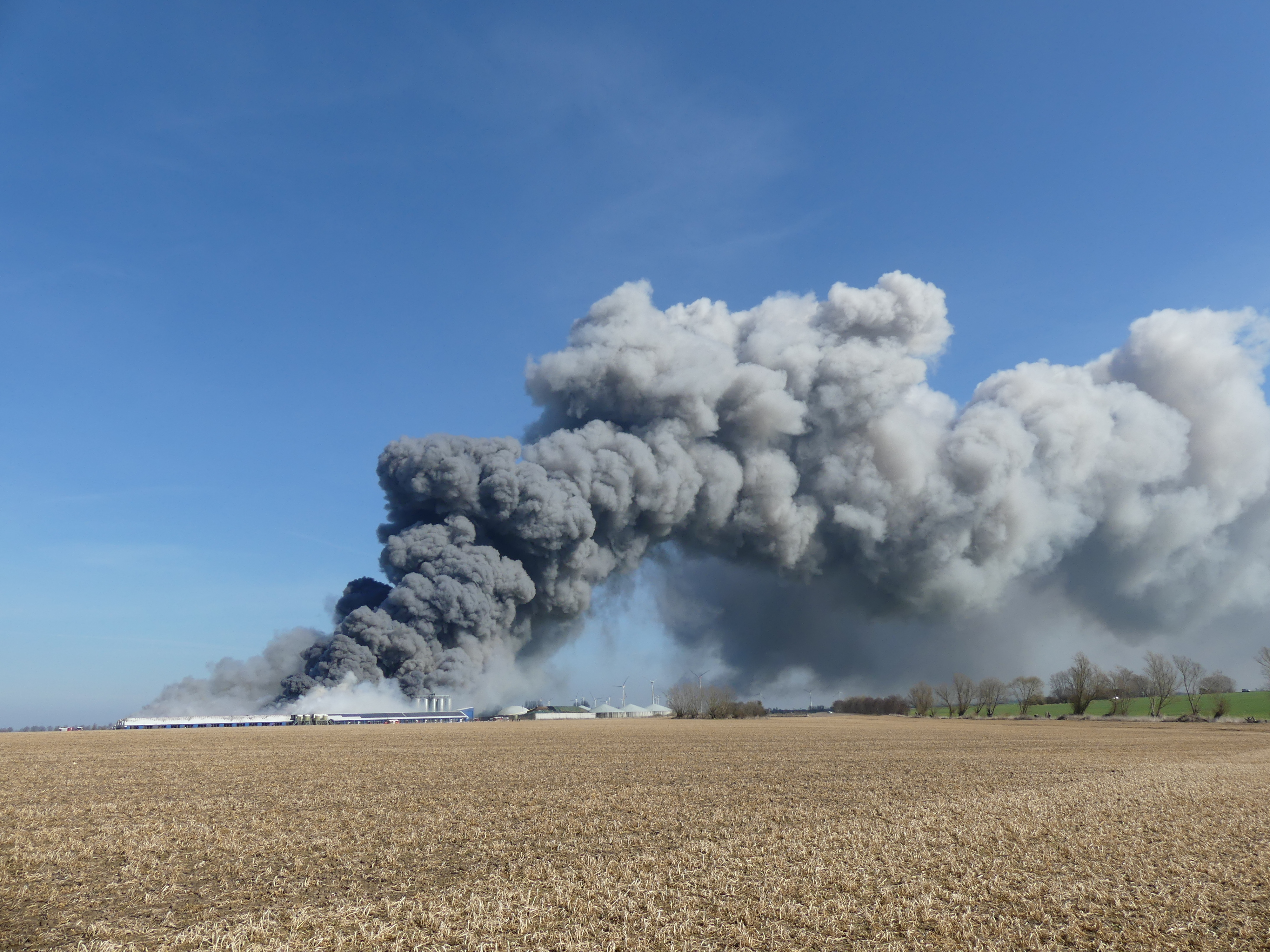
Großbrand in der Ferkelaufzuchtanlage am 30. März 2021

Im Sommer 2019 verendeten bei einem Ausfall der Lüftungsanlage 1.000 Ferkel. Im Frühjahr 2020 erwarb die schweizerische Terra Grundwerte Aktiengesellschaft die Anlagen.
Am 30. März 2021 kam es zu einem Großbrand in der Anlage. Dabei wurden alle Stallanlagen zerstört. Die überwiegende Zahl der Schweine, etwa 50.000 Tiere, kam dabei um.

### Verkehr
Die L 35 - ehemalige Bundesstraße 96 verläuft östlich und die Bundesstraße 110 nördlich der Gemeinde. Der Ort ist über den Anschluss Jarmen der Bundesautobahn 20 zu erreichen. Ansonsten sind die Ortsteile durch Kreis- und Gemeindestraßen verbunden.
Von 1897 bis 1945 verkehrte im jetzigen Gemeindegebiet die Demminer Kleinbahnen Ost (DKBO), die von Demmin kommend sich bei Schmarsow teilte und nördlich nach Jarmen sowie südlich vorbei an Osten nach Alt Tellin und weiter nach Altentreptow führte. Sie wurde 1945 als Reparation demontiert.